# Stenostomum radiatum
Stenostomum radiatum är en måreväxtart som beskrevs av August Heinrich Rudolf Grisebach. Stenostomum radiatum ingår i släktet Stenostomum och familjen måreväxter.

## Underarter
Arten delas in i följande underarter:
- S. r. haitiensis
- S. r. radiatum